# 북벌론
북벌론(北伐論)은 조선 시대의 제9대 성종 때(1481년)부터 제19대 숙종 때(1681년)까지 어언 약 200여 년간 주론(主論)되었었던 이른바 중원 영토 북방 만주 및 여진족 자치구 등을 비롯한 몽골족 우량카이 유목 지역에 관련된 토벌론(討伐論)이었으며, 북벌계획(北伐計畵)이라고도 불렸었다.

## 상세
북벌이라는 한자어 글자 그대로 중원(명나라 및 한족)의 주요 북방 영토(청나라 및 우량카이)를 토벌(討伐)하자는 뜻의 북벌론은 소중화사상·중원 비판 사상·조선국 영토확장론(朝鮮國 領土擴張論)을 비롯한 사상 및 이념 등에 입각하여 문화 수준이 낮은 청나라의 저수준적인 오랑캐에게 당한 정묘호란, 병자호란, 삼전도의 굴욕 등의 수치를 씻고, 임진왜란, 정유재란 당시의 조선을 도와준 명나라에 대한 비판적인 의리를 지킴과 동시에 명나라의 비인륜적인 폭거를 비판하고 다른 한편으로는 차라리 명 제국을 대신하여 복수하자는 주장이었다.

### 북벌론의 제기
본디 15세기 말대 시절이던 제9대 성종 이혈의 치세 중반기(1481년경)에 여진족 오랑캐 및 명나라 한족 외적들의 모든 비인륜적인 발호를 저지하고자 처음으로 북벌론이 제기되었으며 결국 제10대 연산군 이융의 초반기 시절(1502년경)에까지 약 21년 동안 이 북벌론이 진행되었으나 결국 수포로 돌아갔다. 이후 먼 훗날 1622년경, 중국(명나라)에 대한 비판적인 성향이 두드러졌으나 동시에 사대주의적 가치관을 가졌었던 서인계 붕당 세력은 후금 제국과의 실리 외교를 추진하던 제15대 광해군 이혼의 외교 정책을 패륜 성향의 정책으로 규정하고, 인목대비 연안 김씨 폐모 사건(폐모론)과 함께 아울러, 광해군을 축출하는 중요 명분으로 이용하였다.
이 주장의 발단은 사실상 삼학사한테 있으며, 뒤에 제17대 효종 이호의 북벌 계획에 영향을 미쳤다. 결국 주로 이 주장은, 훗날의 노론의 전신이었던 서인에서 주장하였다. 효종의 북벌론은 효종이 사망함에 따라서 사실상 맥이 끊어지게 되었다.
그 뒤에도 1674년 청 제국에서 오삼계(吳三桂)의 난이 일어나 청나라 영토 내의, 내부 혼란이 발생한 것을 이용하여 제19대 숙종 이돈의 치세 시절 초에도 윤휴·허적(許積)을 비롯한 중신급 관료 등 남인계를 중심으로 차라리 북벌론이 다시 제기되면서 북벌(北伐)을 담당할 기구로써 도체찰사부를 설치한 뒤 산성을 탄탄하게 축조하였으며 갈수록 무과 합격자 출신의 무관 관료의 인원수를 늘리고 날짜를 앞당기어 견고한 전차(戰車)를 제조하는 등 나날이 병력과 군비를 추가 증강시켰다.(→삼번의 난) 그러나 청이 삼번의 난을 진압하고 1680년 남인 세력이 실각함에 따라 북벌계획은 사실상 실행에 옮겨짐이 순전히 불가능해졌다.

## 역대 조선 군주의 주요 북벌
- 조선 성종의 북벌
- 조선 효종의 북벌
- 조선 숙종의 북벌

## 같이 보기
- 삼번의 난
- 서인